# Alexander Bade
Alexander Bade (* 25. August 1970 in West-Berlin) ist ein ehemaliger deutscher Fußballtorhüter und nunmehriger -trainer und -Funktionär.

## Karriere

### Als Spieler
Alexander Bade begann seine Karriere als Torwart bei Tennis Borussia Berlin, wo er bereits als Jugendlicher spielte. Zur Saison 1988/89 wechselte er zum 1. FC Köln und war ab 1991 im Kader der Bundesligamannschaft, wobei er jedoch stets im Schatten von Bodo Illgner stand und zu nur fünf Einsätzen in vier Jahren kam. Er wechselte daraufhin im Jahr 1994 zu Bayer 05 Uerdingen (die sich im Sommer 1995 in KFC Uerdingen 05 umbenannten), wo er jedoch ebenfalls nur in fünf Spielen in zwei Jahren eingesetzt wurde. Bernd Dreher war dort der Stammtorhüter. Nach dem Abstieg vom KFC Uerdingen behauptete er gegen seinen neuen Konkurrenten Achim Hollerieth die Position des Stammtorhüters. So bestritt er in zwei Zweitligajahren 57 Ligaeinsätze für den KFC Uerdingen. Er wechselte in der Saison 1998/99 zum Hamburger SV. Wegen der dortigen Vormachtstellung von Hans Jörg Butt gelang es ihm auch dort nur zur Position des Ersatztorhüters und wurde er während seines zweijährigen Engagements in keiner Bundesligapartie eingesetzt.
Daraufhin wechselte er im Jahr 2000 zurück zum 1. FC Köln, wo er sich zunächst als gleichwertige Alternative zum damaligen Stammtorhüter Markus Pröll etablieren und diesen anschließend verdrängen konnte. In der Saison 2002/03 war Alex Bade unter dem damaligen FC-Trainer Friedhelm Funkel unumstrittener Stammtorhüter und trug mit seinen Leistungen zum sofortigen Wiederaufstieg bei. Als in der darauf folgenden Saison mit Stefan Wessels ein hoffnungsvoller junger Torhüter vom FC Bayern München zum FC wechselte, wurde Bade in der kommenden Saison jedoch wieder auf die Ersatzbank verdrängt. Trainer Funkel begründete seine Entscheidung für Wessels damals mit seinem Bauchgefühl, da beide Torhüter gleich stark seien. Auch unter Trainer Huub Stevens erhielt Wessels den Vorzug vor Bade. Als Wessels sich zu Beginn der Saison 2004/2005 verletzte, nutzte Bade die Chance, die sich ihm bot und eroberte sich mit hervorragenden Leistungen für die gesamte Saison die Position des Stammtorhüters zurück und trug maßgeblichen Anteil zum Wiederaufstieg bei. Mit seinen Paraden rettete er dem FC so manchen Punkt. Trotzdem hatte er zur nächsten Saison unter Trainer Rapolder wieder das Nachsehen und Stefan Wessels war wieder die Nr. 1 im Tor. Erst durch die Verletzung von Wessels spielte Bade die restlichen Partien der Saison.
Bade wechselte zur Saison 2006/07 zum Erstligisten VfL Bochum, wo er einen Einjahresvertrag unterschrieb. Dort kam er allerdings nur sehr sporadisch zum Einsatz und musste zunächst Peter Skov-Jensen und später dann dem in der Winterpause verpflichteten Jaroslav Dorbný den Vortritt lassen. Daher wechselte er zur Saison 2007/08 zum Zweitligisten SC Paderborn 07, wo er einen Ein-Jahres-Vertrag unterschrieb, der mit einer Option für ein weiteres Jahr versehen wurde. Bade wechselte am 25. Januar 2008 zu Borussia Dortmund, wo er einen bis Saisonende gültigen Vertrag unterschrieb. In Dortmund war er nach der Verletzung von Roman Weidenfeller Ersatztorhüter hinter Marc Ziegler. Seine einzige Partie im Trikot von Borussia Dortmund absolvierte er beim Heimspiel gegen den FC Schalke 04 am 10. Februar 2008, da sich Marc Ziegler an der Schulter verletzte und zur Halbzeit ausgewechselt werden musste. Am 17. Mai 2008 wurde er gemeinsam mit Christian Wörns und Philipp Degen bei Borussia Dortmund verabschiedet. Danach war er vorerst ohne Vertrag und hielt sich beim Training der VDV fit, wo er zugleich auch als Torwarttrainer tätig war.
In der Saison 2008/09 war Bade bei Arminia Bielefeld Ersatztorhüter, da sich der Stammtorhüter Rowen Fernandez eine schwere Knieverletzung zugezogen hatte. Hier beendete er auch seine aktive Karriere.

### Als Trainer und Funktionär
Ab der Spielzeit 2009/10 war Bade beim 1. FC Köln als Torwarttrainer tätig, sein unbefristeter Vertrag wurde am 3. Januar 2018 nach der Verpflichtung von Andreas Menger zum Monatsende aufgelöst. Ab August 2019 war er als Sportkoordinator beim 24-fachen österreichischen Meister FK Austria Wien tätig, wo der ehemalige Kölner Cheftrainer Peter Stöger das Amt des Sport-Vorstands bekleidete. Zur Saison 2020/21 wurde er Torwarttrainer bei der Austria. Im November 2022 übernahm Bade das Amt des Torwarttrainers beim Drittligisten Viktoria Köln. Als Torwarttrainer wechselte er im Sommer 2023 zum saudischen Erstligisten Al-Ahli.